# Bhankora
Bhankora ist eine lange gerade Naturtrompete aus Kupfer, die hauptsächlich in der Region Garhwal im nordindischen Bundesstaat Uttarakhand in der religiösen und säkularen Zeremonialmusik gespielt wird. Die seltene bhankora gehört zu einer Reihe von geraden Metalltrompeten, die in Indien unter anderem als karna, in Tibet als dungchen und in Nepal als ponga bekannt sind und ausschließlich zeremoniell verwendet werden. In altindischer Zeit bezeichnete Sanskrit bakura vermutlich ein Schneckenhorn, das im Krieg und bei religiösen Ritualen geblasen wurde. In der Mogulzeit gehörten aus der arabisch-persischen Militärmusik stammende gerade Metalltrompeten zu den repräsentativen Palastorchestern.

## Herkunft und Verbreitung

### Altindische Zeit

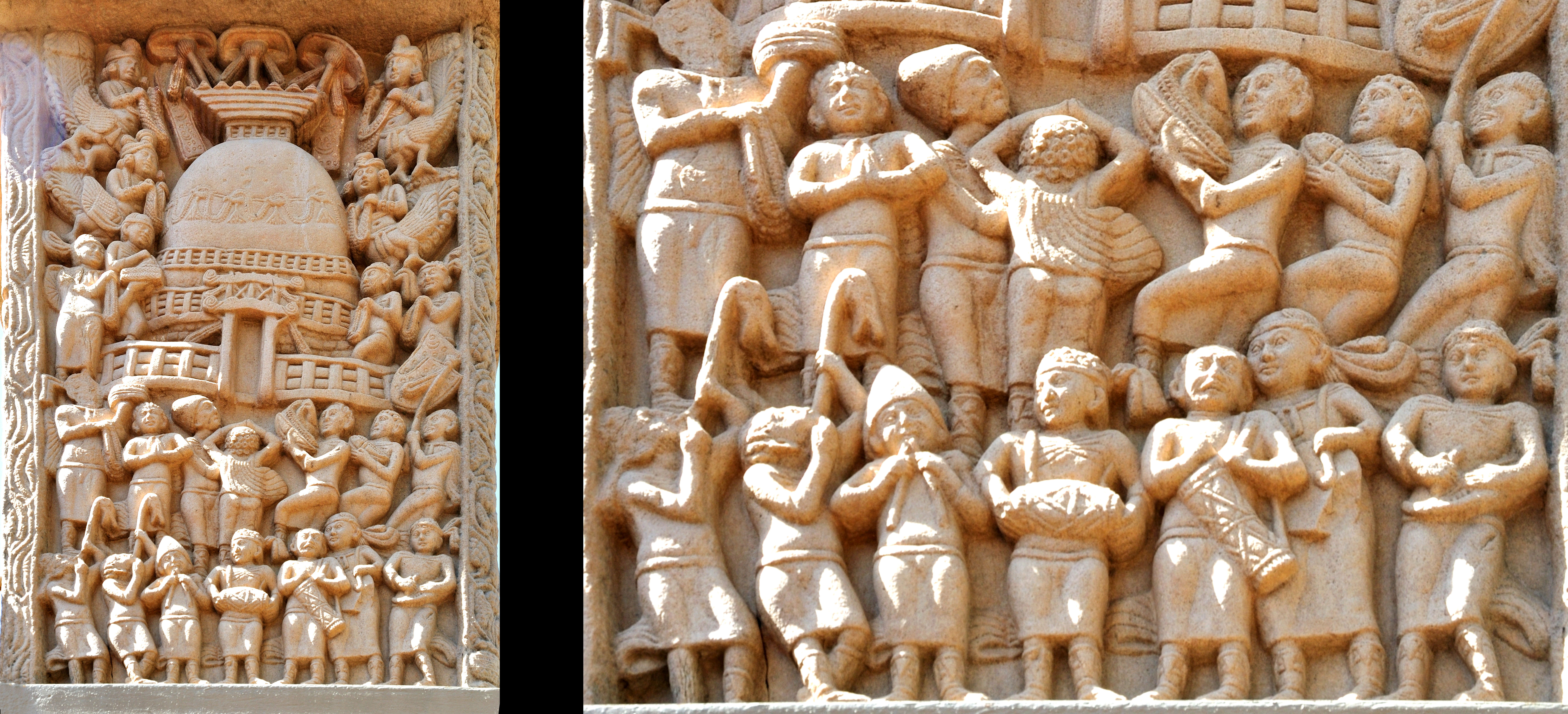
Relief am Westpfeiler des Nordtors vom Stupa 1 in Sanchi, 1. Jahrhundert v. Chr. Fremdländische Besucher kommen zur Verehrung des Stupas. In der unteren Reihe stehen sieben Musiker. Von links: zwei Langtrompeten mit Tierköpfen wie bei der keltischen Carnyx, Doppelblasinstrument, Fasstrommel, Sanduhrtrommel, Rahmentrommel, vermutlich Bogenharfe vina.

Auf altindischen Abbildungen sind an Blasinstrumenten hauptsächlich Querflöten, wenige Längsflöten sowie einzelne, vermutlich aus dem Westen eingeführte Doppelblasinstrumente mit Rohrblättern (dem griechischen aulos entsprechend), Panflöten, Schneckenhörner (Sanskrit shankha) und Langtrompeten zu erkennen. Davon haben sich bis heute in großer Zahl Querflöten (bansuri, murli, venu), in der regionalen nordindischen Volksmusik einige Doppelflöten (wie die alghoza), in der religiösen Ritualmusik verwendete Schneckenhörner und einige Naturtrompeten unterschiedlicher Größe und Form erhalten.
Bereits im Rigveda, dem vermutlich im 2. Jahrtausend v. Chr. entstandenen ältesten Teil des Veda, kommt zweimal das Sanskritwort bakura mit der mutmaßlichen Bedeutung „Blasinstrument“, eingeschränkt auf „Trompete“ oder „Horn“ vor. Die Bedeutung wird aus dem Zusammenhang hergeleitet: In der einen Textstelle steht bákura mit dem Verb dhmā, „blasen“, in Verbindung. Die als Zwillinge auftretenden Ashvins, jugendliche Himmelsgötter in der vedischen Religion, blasen die bakura, damit es Licht werde für die Menschen (Arier). In der anderen Stelle ist bákurá ein Adjektiv für das Substantiv drti, „Haut“, „Tasche“. Die Götter blasen die bákurá-Tasche und mischen das vor Feinden schützende Wundergetränk Soma.
Curt Sachs (1913) fasst beide Textstellen zusammen: „Mit dem Bakura auf die Feinde losblasend verschafften sie (die Açvin) weiten Glanz dem Ariervolk“ und gibt die aus Verb und Substantiv wörtlich zusammengestellte Übersetzung von bakura als „Sackpfeife“ wieder. Dies gilt, obwohl von manchen Autoren wiederholt, als unglaubwürdig. Jedenfalls scheint die bakura ein lautes, im Krieg eingesetztes Blasinstrument gewesen zu sein. In The History of Musical Instruments (1940) zählt Sachs vier im Rigveda erwähnte Instrumentennamen auf: aghati (vermutlich Zimbeln), gargara (Saiteninstrument, vermutlich die vina genannte Bogenharfe), vana (vermutlich eine Flöte, weil von den Sturmgottheiten Maruts geblasen) und bakura. Hinzu kommt das als heilig verehrte Ritualinstrument, die Kriegstrommel dundubhi. Die Bedeutung von Sanskrit bakura erschließt Sachs nun, indem er eine Verbindung zu Malagasy bakora für „Schneckenhorn“ herstellt. Malagasy ist die westlichste austronesische Sprache, die auf Madagaskar gesprochen wird und mit einigen Sprachen auf den Malaiischen Inseln näher verwandt ist. Ein denkbarer Zusammenhang ist durch den Kultureinfluss indischer Siedler und Händler gegeben, die in den ersten nachchristlichen Jahrhunderten die Malaiischen Inseln erreichten. Von dort brachten malaiische Seefahrer ihre durch die Inder mit Sanskritwörtern angereicherte Sprache und materielle Kultur in der zweiten Hälfte des 1. Jahrtausends nach Madagaskar. Ein verlässlicher Nachweis für diese hypothetische Herleitung von bakora lässt sich kaum finden.
Unabhängig davon übersetzen Walter Kaufmann (1981) und andere Musikwissenschaftler bakura als „Schneckenhorn“, das seit der mittelvedischen Zeit (Anfang des 1. Jahrtausends v. Chr.) unter dem Sanskritnamen shankha bekannt ist. Schneckenhörner sind auf Reliefs an den Stupas von Bharhut (2.–1. Jahrhundert v. Chr., von einem Affen geblasen), Sanchi (2.–1. Jahrhundert v. Chr.) und Amaravati (2. Jahrhundert n. Chr.) abgebildet. Den altindischen Texten zufolge wurden Schneckenhörner hauptsächlich für religiöse Rituale verwendet, sie erscheinen als Attribut Vishnus und anderer Götter und dienten darüber hinaus als Signalinstrumente im Krieg, wo sie den Lärm und das Kriegsgeschrei bei den Schlachten noch übertönten. Dies taten sie auch in der Schlacht der göttlichen Helden, die im großen indischen Epos Mahabharata geschildert wird. Jeder der Helden blies in sein individuelles Schneckenhorn. Dem Mahabharata ist zu entnehmen, dass Trommel und Schneckenhorn spielende Musiker bei Schlachten dabei waren, aber einen Sonderstatus genossen und im Kampf nicht getötet werden durften. Im musiktheoretischen Werk Natyashastra, das um die Zeitenwende entstand, kommt shankha neben der Trompete tundakini vor. In ganz Indien blasen brahmanische Priester Schneckenhörner in Hindutempeln, daneben werden Schneckenhörner traditionsbewusst bei Hochzeitszeremonien verwendet.
Im Rigveda werden mehrfach rote und dunkle Metalle (ayas) erwähnt, worunter vermutlich Kupfer und Eisen verstanden wurde, aus denen die Metallgießer Waffen, Kultgefäße, Schmuck und sehr wahrscheinlich zur Entstehungszeit des Stupas I von Sanchi auch Musikinstrumente – Idiophone und Trompeten – herstellten. An diesem Stupa ist (am Westpfeiler des nördlichen Torana) ein Relief aus dem 1. Jahrhundert v. Chr. mit einer Gruppe von Musikanten und Besuchern zu sehen, die gekommen sind, um den Stupa zu verehren. Am linken Rand der unteren Reihe blasen zwei Musiker offenbar lange gerade Metalltrompeten, die sie mit nach hinten geneigten Köpfen fast senkrecht nach oben halten. Die Trompeten enden nicht in einem Schalltrichter, sondern wie bei der keltischen Carnyx in einem stark gebogenen Tierkopf mit einem aufgesperrten Maul. Die übrigen Musiker spielen ein Doppelblasinstrument, eine Doppelkonustrommel, eine Sanduhrtrommel, eine Rahmentrommel und vielleicht eine Bogenharfe.
Parallelentwicklungen zu den altindischen geraden Metalltrompeten mit oder ohne Beziehung untereinander sind neben der Carnyx schlanke Trompetentypen des antiken Mittelmeerraums darunter der römische Lituus, dessen älteste bekannte Abbildung aus dem Anfang des 5. Jahrhunderts v. Chr. stammt, die römische Tuba und die griechische Salpinx. Die älteste bekannte Trompetenabbildung und damit der mutmaßliche Ursprung der Trompete, lange vor den altägyptischen, goldenen und silbernen Trompetenoriginalen aus dem Grab des Tutanchamun (14. Jahrhundert v. Chr.), findet sich auf dem Bruchstück einer mesopotamischen Kalksteinstele aus Ḫafāǧī, das um 2600 v. Chr. datiert wird. Die gezeigte Trompete mit einer konischen Röhre ohne Schallbecher dürfte rund 50 Zentimeter lang gewesen sein. In Texten aus der Ur-III-Zeit (um 2000 v. Chr.) kommt ein aus Gold, Silber oder Bronze angefertigtes Blasinstrument mit dem sumerischen Namen gigid vor, der mit „langes Rohr“ übersetzt wird. Wenig jünger sind kleine Trompeten aus denselben Metallen, die auf dem Iranischen Hochland (einer der Fundorte: Tepe Hissar, 2200–1750 v. Chr.) ausgegraben wurden. Nach der iranischen Mythologie gab der Gott Ahura Mazda dem ersten König Yima als Hilfsmittel, um vor dem Einbruch eines kalten Winters Menschen, Tiere und Pflanzen an einen geschützten Ort zu bringen, eine goldene Trompete (sufrā) und eine vergoldete Peitsche (aschtrā). Damit steht die Erzählung am Anfang der weit verbreiteten mythischen Verbindung von Trompete oder Horn mit dem Göttlichen, die den jüdischen Schofar zum Kultinstrument werden lässt, und der späteren Verwendung eines Blasinstruments als magisches Hilfsmittel bei der Jagd auf Tiere.

### Islamische Zeit bis Gegenwart

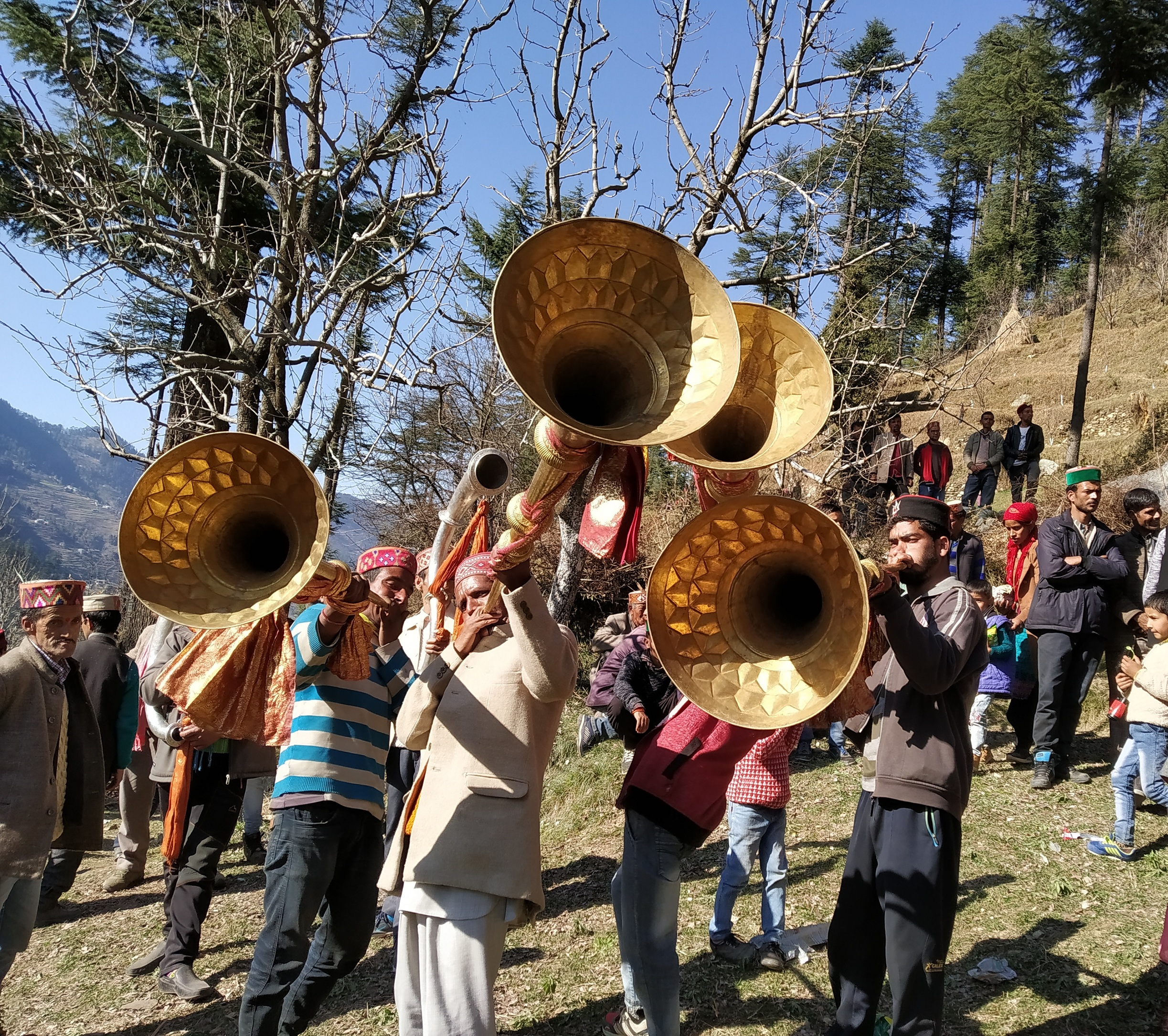
Drei karnal und eine gebogene shringa im Hintergrund. Kullutal in Himachal Pradesh

Es ist nicht bekannt, ob die altindischen Metalltrompeten Vorläufer der heute in Indien seltenen geraden Metalltrompeten wie der bhankora oder der häufigeren halbrund oder S-förmig gebogenen Trompeten sind, die im Süden kombu und im Norden am Rand des Himalaya shringa, in Garhwal ranshringa, genannt werden. Kriegstrompeten, Kegeloboen und Trommeln aus dem arabisch-persischen Raum erreichten Indien irgendwann nach der ersten muslimischen Eroberung des Sindh 712. In frühislamischer Zeit besaßen die arabischen Militärmusikkapellen, Henry George Farmer (1929) zufolge, noch keine Langtrompeten in ihrer Militärmusik. Im 10. Jahrhundert gehörten dann Militärkapellen zu den Insignien des Kalifen und waren neben Kesseltrommeln (tabl, dabdab und qasa) mit langen Metalltrompeten būq an-nafīr und Kegeloboen surnay besetzt.
Die nachfolgend bedeutendste Kriegstrommel der muslimischen Heere war das Kesseltrommelpaar nagārā, deren arabischer Name in Indien mit der Machtübernahme des Sultanats von Delhi ab 1206 eingeführt wurde. Aus den Militärkapellen wurden bald Repräsentationsorchester an den Palästen der Herrscher, die mit dem von der Trommel abgeleiteten Namen als naqqārakhāna oder als naubat bezeichnet wurden. Nach der Aufzählung in der Hofchronik Ain-i-Akbari des Großmogul Akbar bestand dessen naqqārakhāna aus 63 Instrumenten. Davon waren zwei Drittel unterschiedliche Trommeltypen. Hinzu kamen 3 Paar Handzimbeln (arabisch/persisch sanj), 4 gerade Langtrompeten karnā aus „Gold, Silber, Messing oder einem anderen Metall“, Langtrompeten, drei weitere Metalltrompeten nafīr  und 9 Kegeloboen surnay (heute in Indien shehnai).
Die in Indien gebräuchlichen Namen für die ausschließlich in der religiösen und zeremoniellen Musik verwendeten Langtrompeten darunter Sanskrit karanā, Hindi kaha, qarnā, Tamil karnā sind wie Arabisch karnā mit Latein cornu, Keltisch corn(yx) und Englisch horn verbunden. Curt Sachs (1923) hält die geraden Trompeten in Indien für noch bedeutendere Sakralinstrumente als die ebenfalls bei religiösen Kulten verwendeten einwindigen Trompeten mit Schallbecher, die unter Namen wie turya, tuturi, und bhuri bekannt sind und der im 15. Jahrhundert gebräuchlichen europäischen Signaltrompete (Clairon) entsprechen. Ein solches Clairon-Instrument ist die bei Prozessionen gespielte Bronzetrompete bankia in Rajasthan.

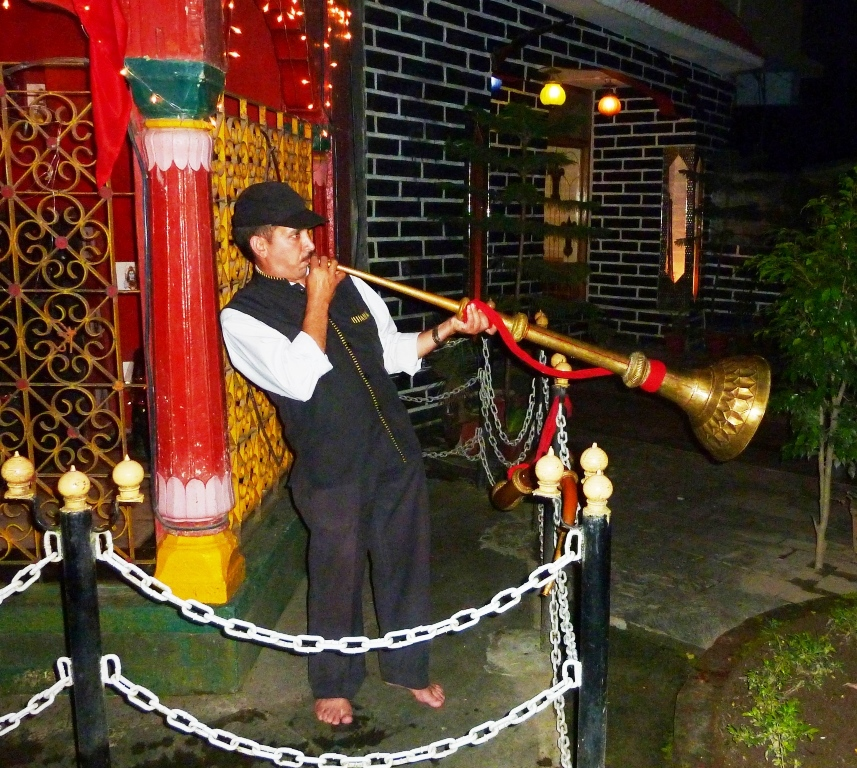
Zweiteilige karnal mit breitem Schallbecher vor einem Tempel in Mandi, Himachal Pradesh.

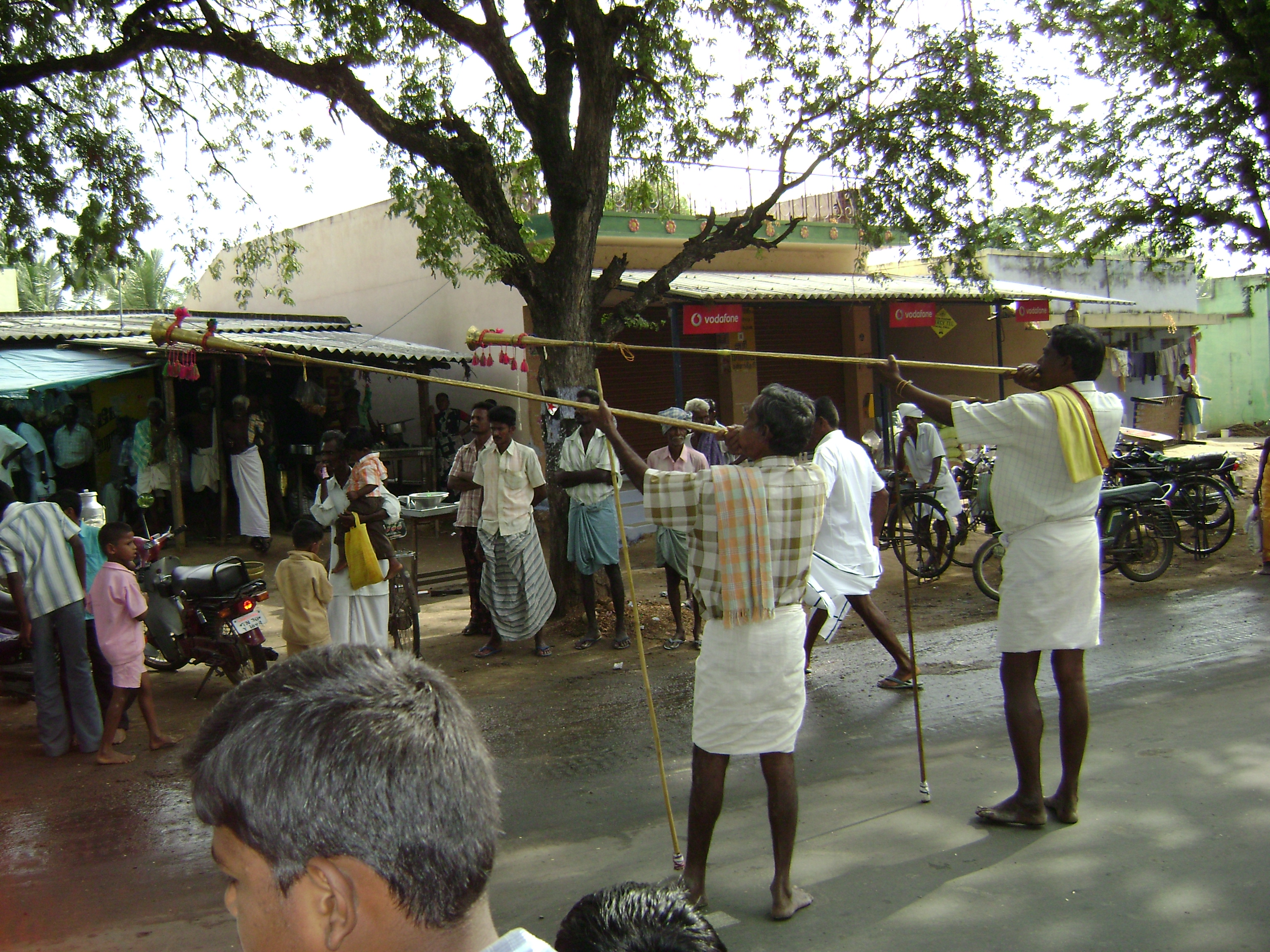
Zwei Langtrompeten ekkalam aus Messing in Tamil Nadu.

Unter den geraden indischen Langtrompeten ist die in Tamil Nadu bei hinduistischen Tempelzeremonien eingesetzte tirucinnam von besonderer Bedeutung, denn die rund 75 Zentimeter lange Trompete wird nicht nur einzeln, sondern mit einer schwierigen Spieltechnik auch paarweise von einem Musiker geblasen. Eine längere, bis auf den Schalltrichter zylindrische Metalltrompete in Tamil Nadu ist die ekkalam, während die dortige gowri kalam eine konische Röhre aus drei Teilen besitzt. Die bhenr ist eine knapp 105 Zentimeter lange zylindrische Trompete aus Kupfer der Oraon, einer Adivasi-Gruppe in Bihar. In Rajasthan werden die aus zwei Teilen bestehende, lange gerade Bronzetrompete bhungal und die ähnliche turhi in Prozessionen besonders bei Hochzeiten gespielt. Die ebenfalls zweiteilige karna in Rajasthan hat einen breiteren tellerförmigen Schallbecher, wie auch die einteilige karnat in Gujarat. Gerade indische Langtrompeten (kaha) gelangten im Mittelalter nach Java, wo sie auf Reliefs am Candi Jawi (Jawi-Tempel) aus dem 13. Jahrhundert abgebildet sind.
Am Südrand des Himalaya ist im Bundesstaat Himachal Pradesh und in Nepal die karnal eine lange zweiteilige Messingtrompete mit Mundstück und einem trichterförmigen Schallbecher, die in der Volksmusik, bei Tempelritualen und Prozessionen verwendet wird. Die dungchen oder thunchen ist eine 160 bis knapp 200 Zentimeter lange, kunstvoll verzierte Zeremonialtrompete aus Kupfer und Silber mit einem breiten Schallbecher, die meist paarweise in Ladakh, Bhutan und in der religiösen tibetischen Musik gespielt wird. Manche dungchen sind so lang, dass der Lama beim Spielen die Unterstützung eines Assistenten benötigt oder das vordere Ende auf einen Holzständer legt. In manchen Regionen in Nepal wird bei religiösen Gesängen und Tänzen die lange gerade Trompete ponga (pãytā oder pvangā), auch karnal, aus Kupfer oder Messing verwendet. Bei besonderen religiösen Festen führen die Newar einen rituellen Tanz auf, der von mehreren Trommeln, Zimbeln und fünf Paar ponga begleitet wird. Zur Verehrung und rituellen Kontaktaufnahme mit Verstorbenen verwendet die Newar das Büffelhorn neku.
Zwei weitere, gegenüber der S-förmig gebogenen ranshringa und der bhankora noch seltenere Naturtrompeten in Uttarakhand heißen turhi und nagpani. Die turhi dieser Region besteht aus einer zylindrischen, oval gebogenen Röhre. Die nagpani (naghpani, „Schlangen-Gesicht“, vgl. Naga) ist eine kurze schlangenförmig gewundene Trompete mit einem schlangenkopfförmigen Schallbecher.

## Bauform
Die bhankora ist eng mit der karnal verwandt, besitzt aber eine etwas schmalere einteilige Röhre aus Kupfer, die in einen trichterförmigen Schallbecher übergeht. Die bei den meisten Exemplaren ungefähr 150 Zentimeter lange Röhre ist den größten Teil ihrer Länge zylindrisch und wird erst am unteren Ende allmählich konisch. Am oberen Ende befindet sich ein fest verbundenes Mundstück. Das Blasinstrument ist nicht auf eine festgelegte Tonhöhe gestimmt.
Im Unterschied zur ranshringa, die in Uttarakhand häufiger vorkommt, besitzt die Röhre der bhankora keine wulstförmigen Verbindungsstellen, sondern ist über die gesamte Länge nahtlos und glatt. Bhankora werden wie allgemein die west- und südasiatischen Trompeten fast ausschließlich paarweise gespielt, weswegen sie im Handel auch nur als Paar zu kaufen sind.

## Spielweise

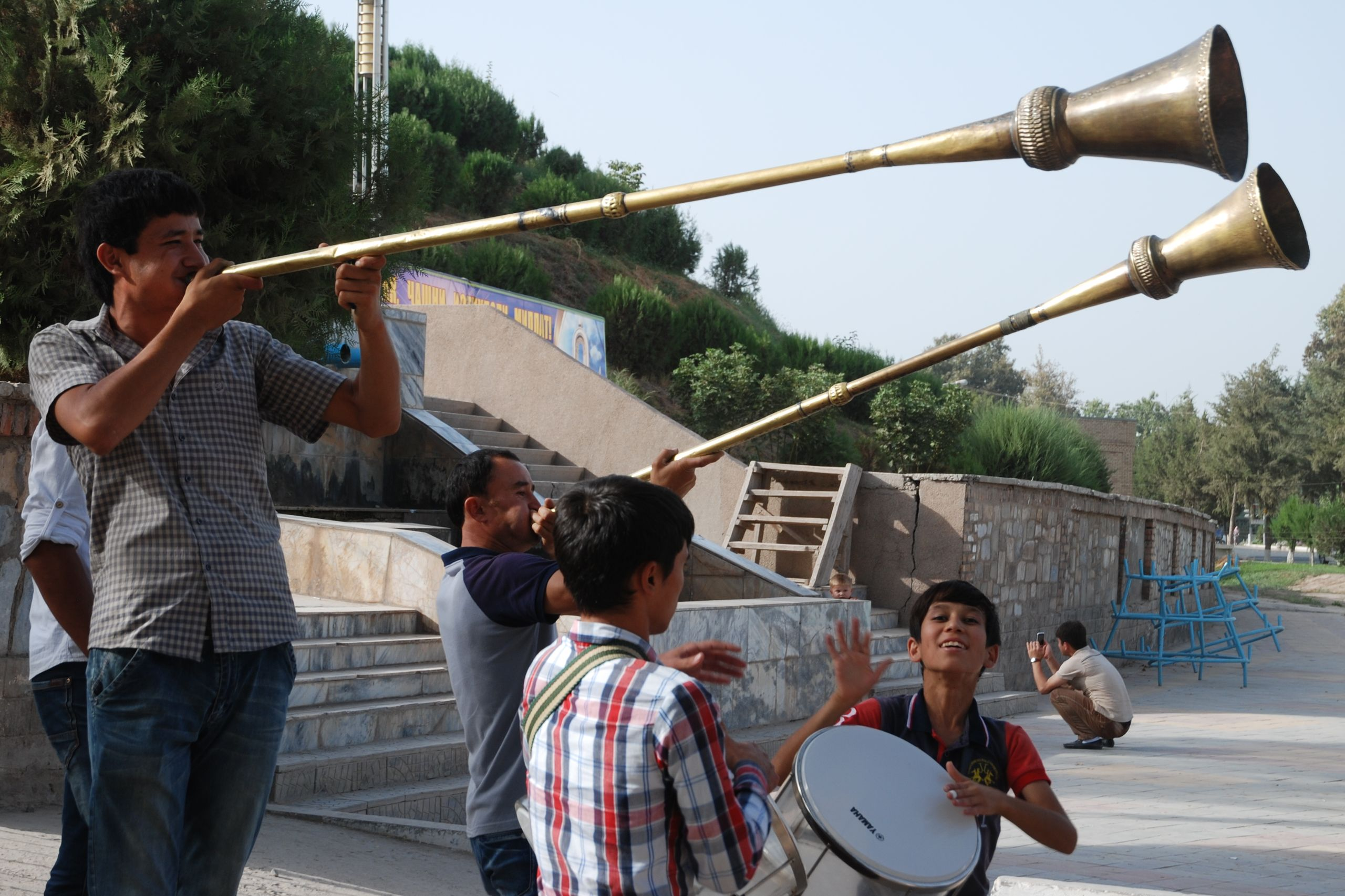
Tadschikische Hochzeitsmusik mit paarweise gespielten Langtrompeten karnaj in Qurghonteppa.

Vor dem Gebrauch wird die Röhre mit Wasser durchgespült. Der Spieler hält das Instrument mit einer Hand am Mundstück und mit der anderen ungefähr in der Mitte der Röhre. Er verwendet lediglich zwei oder drei Obertöne der Naturtonreihe. Damit ist die bhankora nicht geeignet, um Melodien zu spielen oder eine Gesangsstimme zu begleiten. Die bhankora wird beim Spiel zunächst nach unten zum Boden gehalten und dann in einem schnellen Schwung nach oben gezogen, als ob der Ton weggeschleudert werden sollte.
Die traditionellen Musikinstrumente von Garhwal werden nach ihrer Verwendung für Veranstaltungen im Freien oder in geschlossenen Räumen in zwei Gruppen eingeteilt. In beiden Gruppen gibt es stets paarweise zusammen gespielte Instrumente. Bei Besessenheitszeremonien in Privaträumen werden die Instrumentenpaare daunr (Sanduhrtrommel) und thali (Messingteller) oder hurka (eine andere Sanduhrtrommel) und thali gebraucht, während öffentliche Theateraufführungen auf den Dorfplätzen sowie Hochzeitszeremonien und -prozessionen vom Trommelpaar dhol (große Fasstrommel) und damau (kleine Kesseltrommel) begleitet werden. Die Musikinstrumente haben in jedem Kontext mehr oder weniger drei gesellschaftliche Aufgaben zu  erfüllen: Sie sollen (bei Hochzeiten und Tanztheatern mit religiös-mythologischen Inhalten) segensspendend und glückbringend wirken, bei Besessenheitsritualen die Verbindung zu den angerufenen Gottheiten ermöglichen und darüber hinaus der Unterhaltung dienen.
Die Musiker in Garhwal gehören entweder einer bestimmten Berufskaste an oder sie sind Spezialisten aus anderen Kasten. Gemeinsam ist ihnen die niedrige soziale Stellung ungeachtet der Bedeutung, die ihrer Musik für das kulturelle Leben der höheren Kasten zukommt. Die im Freien verwendeten Trommeln dhol und damau, die gelegentlich ergänzte große Kesseltrommel nagara sowie die Blasinstrumente mashak (Sackpfeife), ransingha und bhankora werden von der Musikerkaste Bajgis gespielt.
Bei den mehrtägigen Hochzeitsfeiern ist das Trommelpaar dhol-damau ein unverzichtbares Element nicht nur zur Unterhaltung, sondern in erster Linie zur Strukturierung des komplexen Ablaufs mit je nach Situation speziellen Trommelrhythmen. Ransingha und bhankora erfüllen hierbei eine zusätzliche zeremonielle und sakrale Funktion. Im Verlauf des 20. Jahrhunderts ist die Verwendung dieser Naturtrompeten zurückgegangen. An ihre Stelle ist vielfach die Sackpfeife mashak als ein die Trommelschläge ergänzendes Melodieinstrument getreten.
Neben Hochzeitsprozessionen können ransingha oder bhankora bei der Götterverehrung (puja) am Tempel gespielt werden. Der schottische Maler und Kriegskorrespondent William Simpson (1823–1899), der sich im Sommer 1860 im hoch gelegenen Ort Kalpa im Norden von Himachal Pradesh aufhielt, erwähnt ein Ritual, bei dem die Götterfigur aus einem Devi-Tempel herausgeholt wurde. Hinter der Prozession gingen – unter Anteilnahme der Dorfbevölkerung – Musiker, die 1,2 bis 1,5 Meter lange gerade Trompeten bliesen. Simpson vergleicht diese Trompeten mit denjenigen, die er auf dem Relief am Stupa von Sanchi sah.